# Swaderki
Swaderki (deutsch Schwedrich) ist ein Dorf in der polnischen Woiwodschaft Ermland-Masuren. Es gehört zur Gmina Olsztynek (Stadt- und Landgemeinde Hohenstein i. Ostpr.) im Powiat Olsztyński (Kreis Allenstein).

## Geographische Lage
Swaderki liegt an der Maranse (polnisch Marózka) im südlichen Westen der Woiwodschaft Ermland-Masuren, 34 Kilometer südöstlich der früheren Kreisstadt Osterode in Ostpreußen (polnisch Ostróda) bzw. 24 Kilometer südlich der heutigen Kreismetropole Olsztyn (deutsch Allenstein).

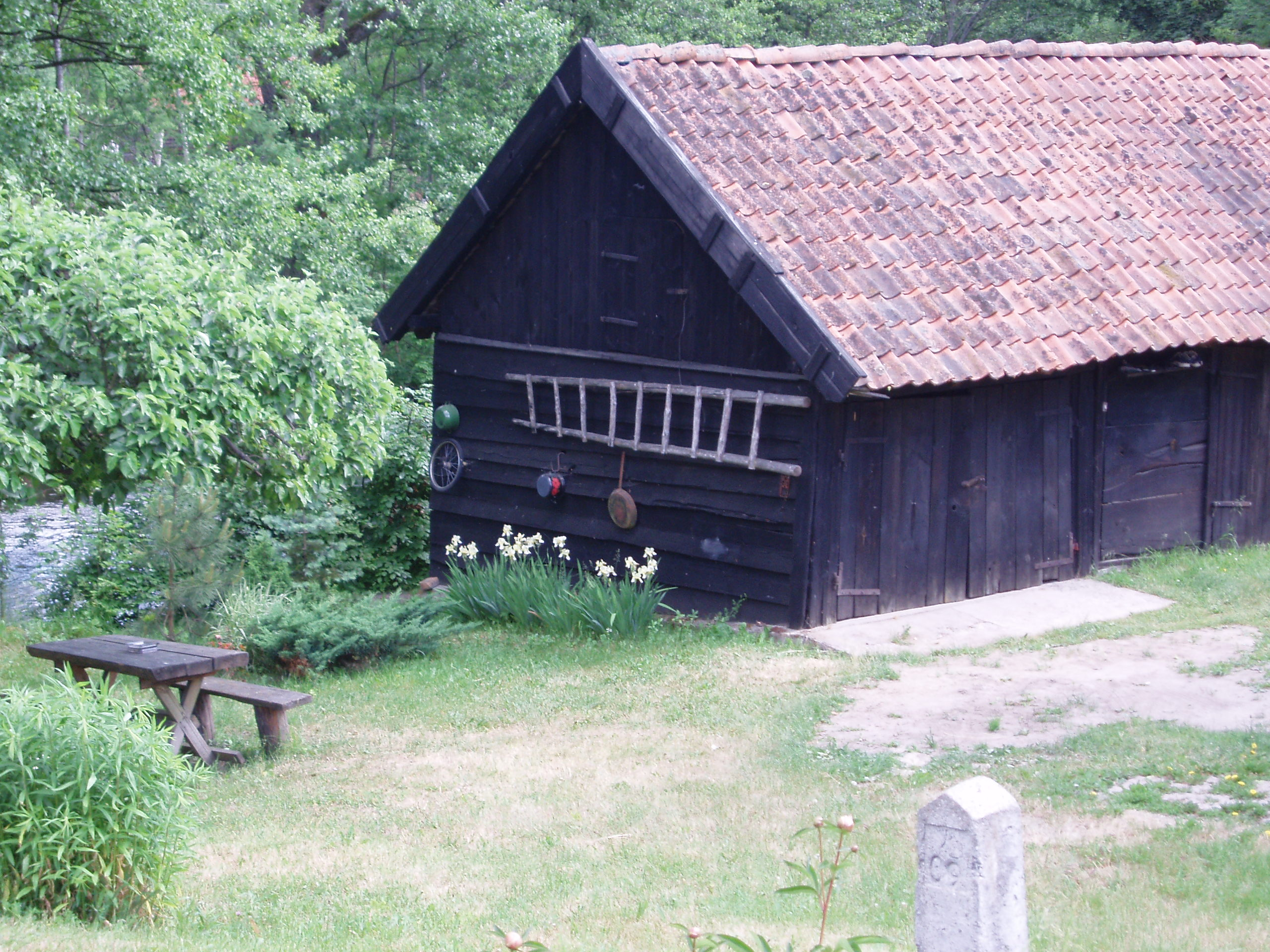
Holzhaus an der Marózka

|  |

## Geschichte
Das kleine Dorf Schwedrich wurde 1564 gegründet. Zwischen 1874 und 1945 gehörte die Landgemeinde zum Amtsbezirk Kurken (polnisch Kurki) im Kreis Osterode in Ostpreußen und zählte 173 Einwohner im Jahre 1910.
Bei der Schlacht von Tannenberg (1914) befand sich Schwedrich in einem Kessel, in den man die russischen Soldaten getrieben hatte. Dementsprechend wurde der Ort in Mitleidenschaft gezogen: 25 Gebäude brannten ab, darunter neun Wohnhäuser.
Aufgrund der Bestimmungen des Versailler Vertrags stimmte die Bevölkerung in den Volksabstimmungen in Ost- und Westpreußen am 11. Juli 1920 über die weitere staatliche Zugehörigkeit zu Ostpreußen (und damit zu Deutschland) oder den Anschluss an Polen ab. In Schwedrich stimmten 100 Einwohner für den Verbleib bei Ostpreußen, auf Polen entfielen keine Stimmen.
Im Jahre 1933 belief sich die Zahl der Einwohner Schwedrichs auf 163 und 1939 auf 169.

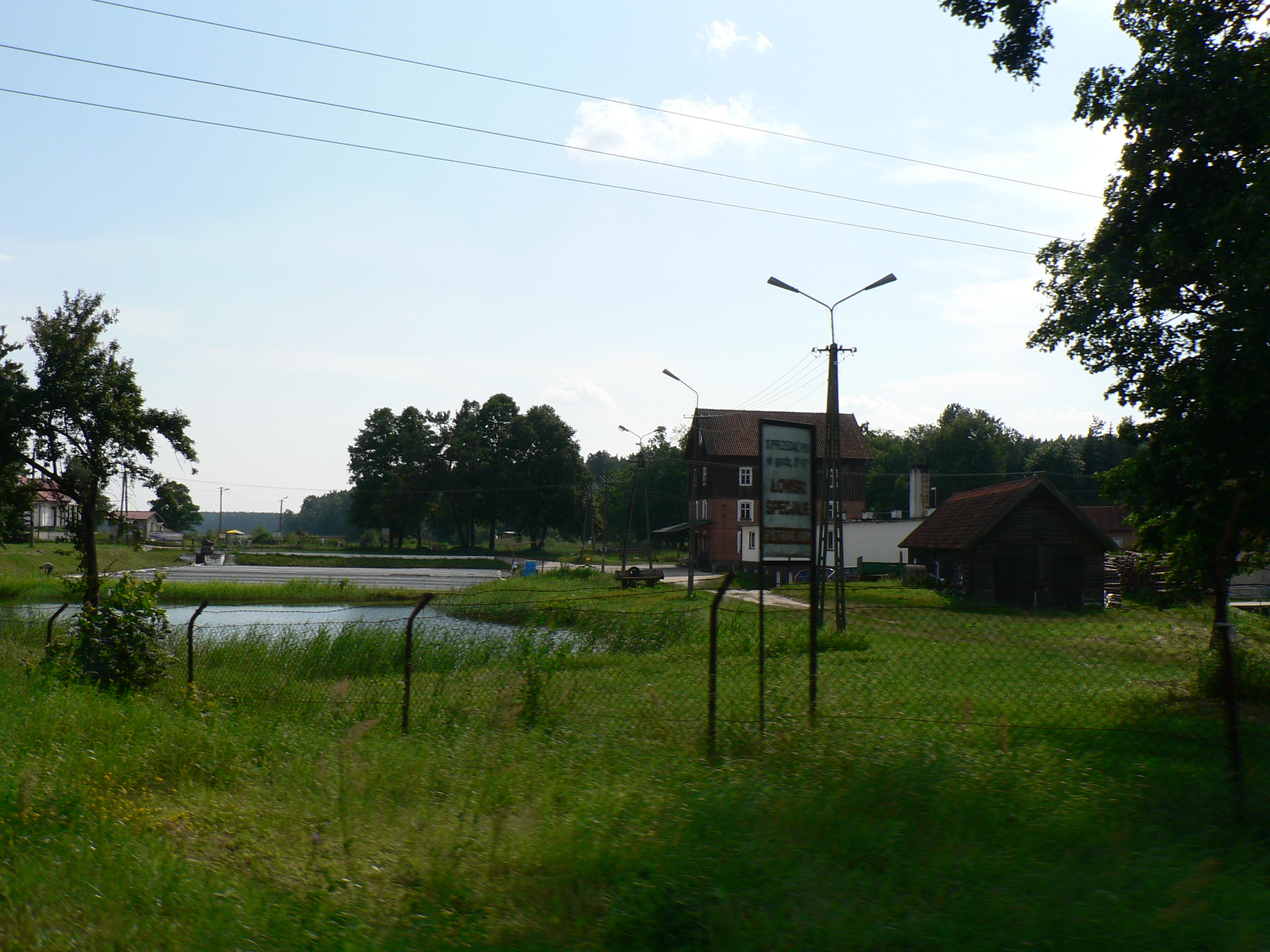
Fischzuchtanlage in Swaderki

In Kriegsfolge kam Schwedrich 1945 mit dem gesamten südlichen Ostpreußen zu Polen. Das Dorf erhielt die polnische Namensform „Swaderki“ und ist heute mit dem Sitz eines Schulzenamtes (polnisch Sołectwo), in das die Nachbarorte Marązy (Maransen), Orzechowo (Nußtal) und Selwa (Sellwa, 1938 bis 1945 Sellwen) miteingeschlossen sind, eine Ortschaft im Verbund der Stadt- und Landgemeinde Olsztynek (Hohenstein i.Ostpr.) im Powiat Olsztyński (Kreis Allenstein), bis 1998 der Woiwodschaft Olsztyn, seither der Woiwodschaft Ermland-Masuren mit Sitz in Olsztyn (Allenstein) zugehörig. Am 26. Oktober 2020 zählte Swaderki 123 Einwohner.

## Kirche
Bis 1945 war Schwedrich in die evangelische Kirche Kurken (polnisch Kurki) in der Kirchenprovinz Ostpreußen der Kirche der Altpreußischen Union, außerdem in die römisch-katholische Kirche Nußtal (polnisch Orzechowo) im Bistum Ermland eingepfarrt. Heute gehört Swaderki zur katholischen Kirche Orzechowo, jetzt im Dekanat Olsztynek im Erzbistum Ermland gelegen, sowie zur evangelischen Kirchengemeinde Olsztynek, einer Filialgemeinde der Christus-Erlöser-Kirche Olsztyn in der Diözese Masuren der Evangelisch-Augsburgischen Kirche in Polen.

## Verkehr
Swaderki liegt an der verkehrstechnisch bedeutenden Landesstraße 58, die Olsztynek mit Szczytno (Ortelsburg) und Pisz (Johannisburg) verbindet und weiter bis nach Szczuczyn in die Woiwodschaft Masowien führt. Von den Nachbarorten Orzechowo (Nußtal) und Marązy (Maransen) führen Nebenstraßen in den Ort.
Eine Anbindung an den Bahnverkehr besteht nicht.